# Time After Time (standard jazz)
Time After Time è una canzone scritta da Sammy Cahn e musicata da Jule Styne nel 1946, fu incisa il 19 novembre dello stesso anno da Sarah Vaughan accompagnata dal quartetto di Teddy Wilson (Teddy Wilson - piano, Charlie Ventura - sax tenore, Remo Palmieri - chitarra e Billy Taylor al basso).

## Storia
La canzone era stata scritta per Frank Sinatra per inserirla nella colonna sonora del film del 1947 It Happened in Brooklyn. Il pianista André Previn aveva eseguito il brano (fuori campo) sull'arrangiamento di Axel Stordahl. Più avanti nel film, la canzone è ripresa integralmente da Kathryn Grayson. 
Nel 1957 Sinatra registrò nuovamente il brano con l'orchestra di Nelson Riddle.
Il brano, dopo le cover di sassofonisti come John Coltrane e Stan Getz, divenne uno standard jazz; nel 1959 raggiunse una eccezionale popolarità, a seguito delle numerose incisioni di molti cantanti pop e jazz. 

## Altre versioni
La canzone divenne immediatamente uno jazz standard ed è stata interpretata da diversi artisti, tra cui Cliff Adams, Jamey Aebersold, Ron Affif, Amanda Ambrose, Ernestine Anderson, Ernie Andrews, Paul Anka, Ray Anthony, Audubon Jazz Explosion, Ethel Azama, Louie Bellson, Tony Bennett, Jane Ira Bloom, David Braham, Rick Braun, Lenny Breau, Teresa Brewer, Bob Brookmeyer, James Brown, Lawrence Brown, Les Brown, Ray Brown, Milt Buckner, Carol Burnett, Vikki Carr, Eva Cassidy, Philip Catherine, Bill Charlap, Alex Chilton, June Christy nell'album The Intimate Miss Christy (1963), Harry Connick Jr. nell'album Come by Me (1999), Jamie Cullum & Geoff Gascoyne, Vic Damone, Plácido Domingo negli album Perhaps Love (1981) e Songs (2012), Ella Fitzegarld nell'album Whisper Not (1968), Connie Francis, Judy Garland, Robert Goulet, Stéphane Grappelli, Screamin' Jay Hawkins, The Isley Brothers, Harry James, Keith Jarrett, Jan Johansson, Jack Jones, Judy Kuhn, Abbey Lincoln, Claire Martin nell'album Too Much in Love to Care (2012), Deana Martin (in duetto con l'attore Jerry Lewis nel suo album Memories Are Made of This), Johnny Mathis, Chris Montez, Elvira Nikolaisen, Anita O'Day nell'album This Is Anita (1955) (2007), Power Play (quartet), Quietdrive, Ruby & The Romantics, Jimmy Scott, Sandie Shaw, She & Him inserita nel loro album Classics (2014), Carly Simon, Brent Spiner nel suo album Ol' Yellow Eyes Is Back (1991), Dusty Springfield, Rod Stewart in As Time Goes By: The Great American Songbook, Volume II (2003), Jack Teagarden, The Temptations, The Vogues, Dinah Washington, Ben Webster, Nancy Wilson

## Cinema
La canzone fa parte della colonna sonora del film del 1947 Accadde a Brooklyn, cantata da Frank Sinatra e Kathryn Grayson.
- Nel 2001 Keanu Reeves la cantò nel film Sweet November - Dolce novembre
- Nel 2007 Claire Danes l'ha cantata nel film Un amore senza tempo
- Nel 2009 Margaret Whiting la cantò nel film Julie & Julia